# Bogenberg (Bogen)
Bogenberg ist ein Ortsteil der Stadt Bogen und eine Gemarkung im niederbayerischen Landkreis Straubing-Bogen.

## Geographie
Das Pfarrdorf liegt auf dem Bogenberg. Das Gebiet der ehemaligen Gemeinde umfasste den Bogenberg und einige östlich und nördlich anschließende Bereiche.

## Geschichte
Die Wallfahrtskirche Bogenberg hat eine bis 1223 zurück reichende Geschichte aufzuweisen, die stark mit der Geschichte des Ortes verflochten ist.
Die politische Gemeinde Bogenberg entstand 1808 im Zuge der bayerischen Landeseinteilung mit dem ersten Gemeindeedikt. Mit dem zweiten Gemeindeedikt wurden 1818 die Grenzen der Gemeinde mit ihren 14 Orten endgültig festgelegt. Im Zuge der Gebietsreform in Bayern wurde die Gemeinde Bogenberg im Landkreis Bogen aufgelöst und zum 1. Januar 1971 in die Stadt Bogen eingegliedert.

### Ortsteile der ehemaligen Gemeinde Bogenberg
| - Allersdorf - Autsdorf - Bärndorf - Bogenberg - Breitenweinzier - Dörfling - Grubhof | - Grubhöh - Hofweinzier - Hutterhof - Irrn - Mittermühl - Ohmühl - Ödhof |